# Contea di Fufeng
La contea di Fufeng è un distretto amministrativo della provincia cinese dello Shaanxi. Si trova a 110 chilometri a ovest di Xi'an e 95 a est di Baoji, da cui dipende. Nella cittadina di Famen si trova il Convento della Porta del Dharma (Fǎmén Sì), tra i più antichi templi a pagoda della piana di Guanzhong.